# Walter MacEwen
Walter MacEwen (* 23. September 1906 in Ayr in der Grafschaft Ayrshire, Schottland; † 15. April 1986 in Woodland Hills (Los Angeles), Kalifornien) war ein schottischer Filmproduzent und Filmschaffender, der 1944 für einen Oscar in der Kategorie „Bester Kurzfilm“ (2 Filmrollen) nominiert wurde.

## Leben
Walter McEwen, der in Schottland geboren wurde, startete seine Karriere beim Film, indem er für British International Pictures und Gainsborough Pictures arbeitete. Im Jahr 1930 wanderte er in die USA aus und stieg bei Warner Bros. ein, einem Vertriebspartner der BIP für den amerikanischen Markt. Er war dort zuständig für historische Genauigkeiten in Filmabläufen. Seine Tätigkeit als Produzent begann er 1948 mit der Tragikomödie Im Schatten des Herzens mit Kay Francis und Walter Huston, woran sich noch im selben Jahr der Film Der große Gangster mit Humphrey Bogart und Irene Manning anschloss. Für RKO Pictures trat er 1948 für die Literaturverfilmung Die Glocken von Coaltown mit Fred MacMurray, Alida Valli und Frank Sinatra als Produzent auf. 
MacEwen arbeitete zudem als Produktionsleiter bei Warner Bros. und betreute zahlreiche Filme, so beispielsweise Jezebel – Die boshafte Lady mit Bette Davis, … denn sie wissen nicht, was sie tun mit James Dean und Natalie Wood oder Bonnie und Clyde mit Warren Beatty und Faye Dunaway.
In den 1940er-Jahren ging MacEwen als Produzent zu Paramount Pictures. Nach etwa zehn Jahren kehrte er zu Warner Bros. zurück, deren Vizepräsident er bis in die späten 1960er-Jahre hinein war. 
Der 19-minütige Musik-Kurzfilm Mardi Gras, den er als Produzent betreute, brachte ihm eine Oscarnominierung ein. Die Trophäe ging jedoch an Jerry Bresler und Sam Coslow und den Fantasy-Kurzfilm Heavenly Music.

## Filmografie (Auswahl)
– wenn nicht anders angegeben, als Produzent –
- 1937: The Adventurous Blonde (Produktionsleiter)
- 1938: Jezebel – Die boshafte Lady (Jezebel; Produktionsleiter)
- 1942: Im Schatten des Herzens (Always in My Heart)
- 1942: Der große Gangster (The Big Shot)
- 1943: Salute for Three
- 1943: Paramount Victory Short No. T2-3: The Price of Victory (Dokumentarfilm)
- 1943: Henry Aldrich Gets Glamour
- 1943: Night Plane from Chungking
- 1943: Henry Aldrich Swings It
- 1943: The Good Fellows
- 1943: Mardi Gras (Kurzfilm)
- 1944: Henry Aldrich, Boy Scout
- 1944: You Can’t Ration Love
- 1944: Henry Aldrich Plays Cupid
- 1944: National Barn Dance
- 1945: The Man in Half Moon Street
- 1948: Die Glocken von Coaltown (The Miracle of the Bells)
- 1955: … denn sie wissen nicht, was sie tun (Rebel Without a Cause; betreuend)
- 1967: Bonnie und Clyde (betreuend)

## Auszeichnung
- Oscarverleihung 1944: Nominiert mit dem Kurzfilm Mardi Gras